# Distrito de Arivonimamo
Arivonimamo es un distrito y una localidad de la región de Itasy, en la isla de Madagascar, con una población estimada en julio de 2014 de 313 198 habitantes.
Se encuentra ubicado en el centro de la isla, a poca distancia al oeste de la capital nacional, Antananarivo.